# Ceratitis zairensis
Ceratitis zairensis
 es una especie de insecto del género Ceratitis de la familia Tephritidae del orden Diptera. 
De Meyer la describió científicamente por primera vez en el año 1996.